# Levallois Sporting Club football
Ne pas confondre avec le Levallois Sporting Club, club omnisports dont il est une section, ni avec le Football étoile club de Levallois, le club dont il est l'héritier.
 (octobre 2023).
- Si vous ne connaissez pas le sujet, laissez ce bandeau (vous pouvez alors contacter les auteurs).
- Si vous supprimez le contenu mis en cause (vous pouvez préalablement contacter les auteurs),

argumentez précisément cette suppression dans la page de discussion
(un manque de référence n'est pas un argument ; une recherche réelle de référence doit avoir été effectuée, être formellement documentée).
Le Levallois Sporting Club Football est un club de football français basé à Levallois-Perret, né en 1950 de la fusion du FC Levallois et du Racing Club de Colombes.

## Historique
Le club est créé comme Racing Club de Levallois en 1950 (ou en 1941) par fusion du Football Club Levallois et du Racing Club de Colombes. Le FC Levallois est alors l'héritier du Football étoile club de Levallois, club fondé en 1894 et vainqueur du Championnat de football LFA en 1914. 
En 1983, le RC Levallois devient la section football du nouveau club omnisports mis en place dans la ville, le Levallois Sporting Club. Champion de Division d'Honneur de la Ligue de Paris en 1992, le club accède aux divisions nationales (Division 4, National 3 puis 2, CFA2...). En 2000, il remporte son championnat du groupe A de CFA2 et monte en CFA où il évolue trois saisons : en 2001 et 2002, puis en 2007. Le club réussira à atteindre les seizièmes de finale de la Coupe de France
en 2001 et sera éliminé par Wasquehal sur le score de un à zéro.
Par la suite, le président Jean-Jacques Doiteau démissionne à la suite du refus de la municipalité de le suivre dans la mise en place son projet ambitieux qui consistait à intégrer des jeunes issues des catégories jeune du club au groupe CFA comme Ibrahima Traoré qui joue actuellement Borussia Mönchengladbach en Allemagne. Il souhaitait également que la municipalité participe à la modernisation de son centre d'entrainement de Val De Seine qui est devenu par la suite le centre d'entrainement de l'équipe professionnel du Red Star (93).[réf. nécessaire]
À la suite de la démission de Jean-Jacques Doiteau en avril 2009 la ville de Levallois souhaite que l'équipe première senior du club se rapproche du Racing Club de France Football, qui reprend l'équipe première sous la bannière « Racing Club de France Levallois 92 » pour un partenariat de trois ans[réf. nécessaire].
Le journaliste Olivier Rey prend la présidence du club, qui dès lors ne souhaite plus gérer les catégories au-dessus des U17 et se consacre exclusivement qu'aux catégories jeunes de U7 à U17 et passe ainsi d'un club compétitif à un club de loisirs[réf. nécessaire]. 
Le 29 septembre 2010 en présence de Rama Yade et Patrick Balkany, le stade Didier Drogba est inauguré par le joueur lui-même. À la suite du décès d'Olivier Rey au printemps 2012, Gilles Mayard devient le nouveau président et démissionne quelques semaines plus tard, ne souhaitant ne pas être un prête-nom à certains agissements en interne[réf. nécessaire].
Joueurs ayant évolué au Levallois SC :
- Didier Drogba
- William Gallas
- Bengali-Fodé Koita
- Chiguy Lucau
- Samir Malcuit
- Kévin Malcuit
- Walid Mesloub
- Stéphane Porato
- Marco Ramos
- Olivier Thomert
- Ibrahima Traoré